# Flugplatz Hagfors

i7
i11
i13
Der Flugplatz Hagfors (schwedisch: Hagfors flygplats; IATA-Code: HFS, ICAO-Code: ESOH) ist ein öffentlicher Flugplatz, 6 km westlich von Hagfors in der schwedischen Provinz Värmland entfernt.

## Flugplatzdaten
Der Flugplatz hat eine Asphaltpiste mit 1508 m Länge und 30 m Breite. Die Seehöhe beträgt 144 m. Er ist mit ILS ausgestattet.

## Geschichte
Der Flughafen, der mittelgroße Flugzeuge abfertigen kann, wurde 1986 eingeweiht und die Landebahn 1988 erweitert. Während der Schweden-Rallye im Februar ist der Flughafen normalerweise geschlossen und wird als Servicestelle für Autos genutzt (Passagiere werden dann mit dem Auto nach Torsby, 54 km oder Karlstad, 80 km entfernt, verwiesen).
Die Fluglinie Torsby-Hagfors-Stockholm/Arlanda startete im Jahr 1993. Nextjet erhielt den Verkehr nach Arlanda im Rahmen der Beschaffung durch Rikstrafiken im Jahr 2005. Der Verkehr begann im Oktober 2005 und die Vereinbarung war gültig bis 2008. Die Zahl der Passagiere, die 2008 den Flughafen Hagfors passierten, betrug 2744. Nextjet durfte den Verkehr in der Zeit von 2008 bis 2011 weiterführen. Die estnische Fluggesellschaft Avies bekam den Auftrag für 2011 bis 2015. Es gab einige Probleme und viele Flüge wurden gestrichen, was dazu führte, dass der Hauptkunde Uddeholm eine Zeit lang andere Flughäfen, Karlstad oder Oslo, wählte. Avies wurde im März 2015 aus dem Vertrag zurückgezogen. Die niederländische Fluggesellschaft AIS Airlines übernahm die Flüge.

## Flugbetrieb
Im Jahr 2022 wurden 1864 Passagiere transportiert und 663 Flugbewegungen wurden durchgeführt.